# Unireso
Unireso est le nom donné à la communauté tarifaire genevoise entrée en vigueur en 2001 et qui fut transfrontalière de 2004 à 2019.
Le 15 décembre 2019, seule la zone 10 est maintenue, les zones régionales apparues en 2004 sont remplacées par le système Léman Pass.

## Histoire

### Avant la communauté tarifaire
La CGTE puis les TPG appliquaient un tarification à deux niveaux avec la notion de « zone urbaine » et de « zone campagne » : ainsi une majoration était appliqué pour toute utilisation du réseau en dehors de la ville. Les premiers distributeurs de ticket apparaissent en 1969 et la fin des receveurs au profit du self-service se déroule de 1969 jusqu'au milieu des années 1970 ; ce fonctionnement est toujours en vigueur depuis.

### Création progressive

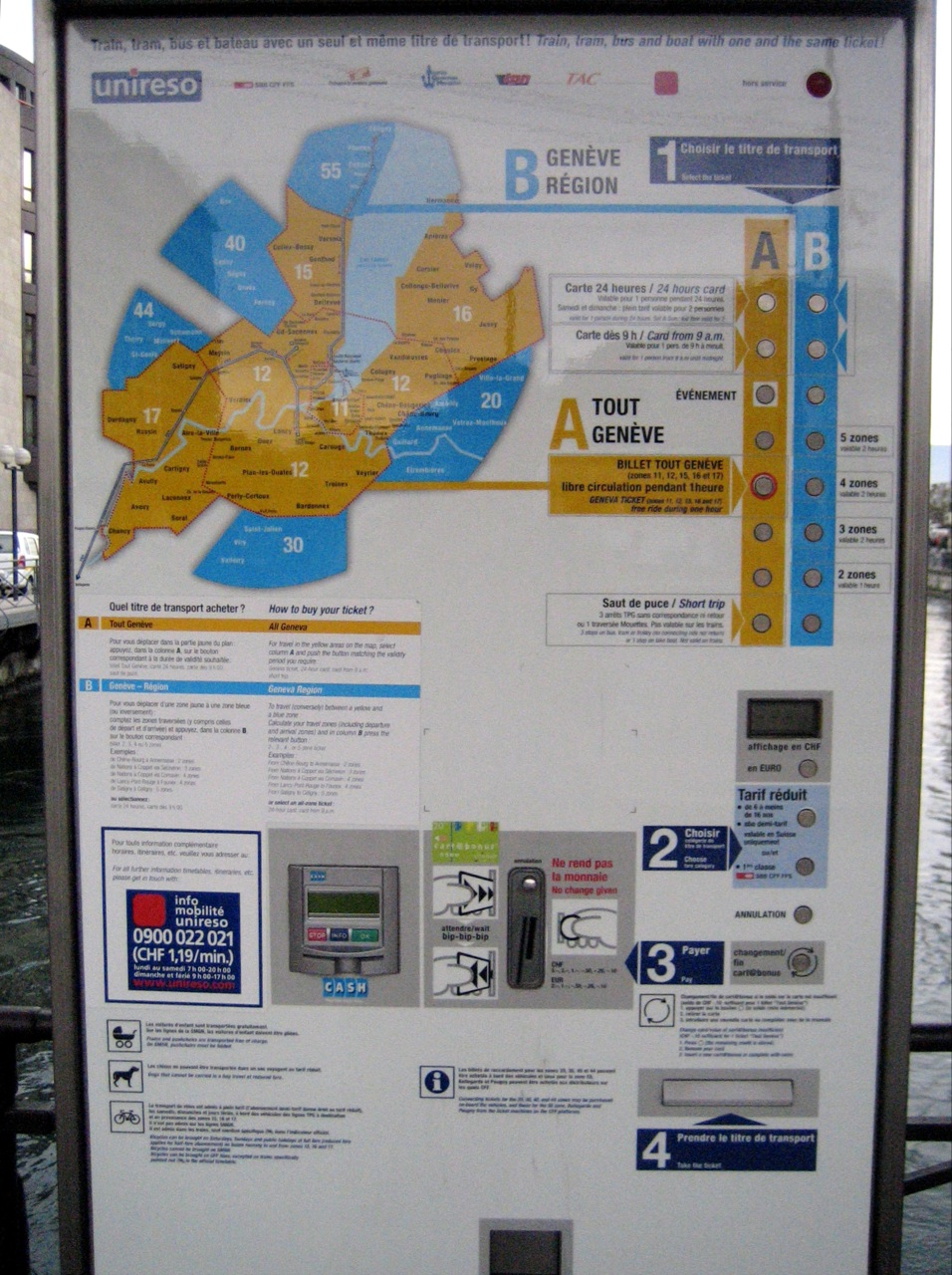
Distributeur arborant l'ancien découpage zonal en vigueur entre 2004 et 2009.

Dès 1988, une communauté tarifaire d'abonnements voit le jour dans le canton de Genève et entre en fonction le 1er janvier 1989, ce qui est alors une première en Suisse romande, entre les TPG, les CFF, les Mouettes genevoises, les TPV (Transports publics verniolans, ancêtres de l'actuelle ligne de bus 51) et la ligne privée Onex-Loëx (actuelle ligne de bus 43).
Le principe d'une communauté tarifaire plus étendue est décidé en 1996.
Le 1er juillet 2001 elle est remplacée par une communauté tarifaire intégrale (CTI) entre les trois opérateurs de transport publics du canton que sont les TPG, les CFF et les Mouettes genevoises qui prend le nom d'Unireso,. Un titre Unireso permet alors d'utiliser indifféremment les lignes des trois compagnies.
En décembre 2004 la communauté tarifaire s'étend aux territoires voisins que sont la France et le canton de Vaud et de nouveaux réseaux intègrent la communauté tarifaire : les TAC, le réseau d'Annemasse en France et les TPN à Nyon. L'année suivante ce sont l'association gérant le réseau de nuit Noctambus et la SNCF qui se joignent à Unireso, suivis en 2006 par la SAT-Frossard (devenue depuis SAT-Transdev) de rejoindre la communauté tarifaire via l'intégration des lignes T71 à T73 du réseau LIHSA.
Le 13 décembre 2009 le zonage est revu avec la mise en place d'une zone « Tout Genève » (Zone 10) comptant double en remplacement du double système précédent mis en place en décembre 2004 où pour un tarif régional, le canton était découpé en cinq zones alors que pour un trajet interne à ce même canton, il n'y en avait qu'une. Ce système peu intuitif étant source d'erreurs à l'achat des titres aux distributeurs. Les titres « parcours courts » ont alors été introduits et les zones vaudoises 21 et 90 ont été intégrées, rejoignant la zone 22, tandis qu'au nord-est les communes françaises précédemment intégrées à la zone genevoise ont été basculées sur une nouvelle zone régionale, la zone 81. Enfin, les zones régionales existantes ont été renumérotées afin de ne pas entrer en conflit avec les zones vaudoises de Mobilis Vaud (21, 22 et 90) : ainsi la zone 20 correspondant à l'agglomération d'Annemasse est devenue la zone 82, les autres zones ont été renumérotées de 84 à 87. La zone 99 (devenue 88 ensuite), quant à elle, est créée afin de maintenir le niveau tarifaire entre les cantons de Genève et de Vaud.
Enfin, un titre combiné avec les TER Rhône-Alpes sur la carte OùRA! a été mis en place.

### Réorganisation durant les années 2010
Le 1er janvier 2011, la gouvernance d'Unireso est revue en profondeur grâce à la mise en place d'une gouvernance unique car jusqu'à cette date seuls les trois opérateurs fondateurs étaient réellement membres de la CTI malgré les extensions successives, et ce faisant Unireso était constitué de deux structures : la « Communauté tarifaire intégrale de Genève regroupant les tpg, les CFF et les Mouettes genevoises » et l'« Entente tarifaire », la convention instituant la tarification régionale sur le bassin franco-valdo-genevois. Cette organisation posait souci car elle ne permettait pas d'intégrer de nouveaux opérateurs ou même d'en exclure un qui aurait vu ses missions de transports lui être retirées. En juin, Alp'bus (RATP Dev) rejoint à son tour la communauté tarifaire lors de la mise en place de la ligne T74 du réseau LIHSA reliant Genève à Saint-Gervais-les-Bains.
En 2012, diverses modifications sont alors envisagées pour 2014 ou 2015, l'ouverture du Léman Express était alors prévue pour 2017, comme la fusion des zones 81 à 87 en une zone unique (nommée zone 80) et à l'extension d'Unireso jusqu'à Nyon et Gland (zones 20 et 23 de Mobilis Vaud).
En 2014, après l'adoption d'une initiative populaire contestée, les tarifs ont baissé de façon notable ; par exemple le billet unitaire « Tout Genève » est passé de 3,50 à 3 CHF soit une baisse de 14 %, entraînant une baisse des recettes tarifaires et un manque à gagner estimé à 16 MCHF.
Le zonage est à nouveau modifié le 10 décembre 2017, la zone 87 absorbant la zone 86, réduisant de facto le coût d'un trajet entre plusieurs communes du pays de Gex, où il était nécessaire d'acheter des titres valables pour les zones 10, 86 et 87, soit l'équivalent d'un titre valable quatre zones, afin d'aller d'une commune à l'autre avec les TPG.

### L'impact du Léman Express
À l'occasion de la mise en service du Léman Express, prévue le 15 décembre 2019, la tarification est revue et adaptée avec des diminutions de prix pour les courts trajets et des hausses pour les longs trajets,.
Le nouveau système multimodal révélé le 19 juin 2019 se nomme Léman Pass et remplace les anciennes zones régionales d'Unireso — qui ne subsiste que sur sa zone 10, celle dite « tout Genève », avec des tarifs inchangés — autour d'un partenariat entre dix opérateurs avec des zones tarifaires inédites : les Chemins de fer fédéraux suisses (CFF), les Transports publics genevois (TPG), la Société des mouettes genevoises navigation (SMGN), les Transports publics de la région nyonnaise (TPN), SNCF Mobilités, les Transports publics de l'agglomération annemassienne (TP2A), la Régie départementale des transports de l'Ain (RDTA), la Société intercommunale des bus de la région annécienne (SIBRA), la Société des transports de l'agglomération thononaise (STAT) et Transdev Haute-Savoie. Les trajets entre Genève et la région de Coppet dépendent désormais de la tarification nationale des CFF ; de même, un trajet entièrement français sur une ligne Léman Express s'effectue selon la tarification TER Auvergne-Rhône-Alpes.

## Fonctionnement

### Gouvernance
Unireso est chapeauté depuis 2019 par la SARL Gestion communautés tarifaires (GCT), qui chapeaute les deux communautés tarifaires du Grand Genève, et qui est associée pour tout ce qui est gestion administrative aux TPG, :
- Rebecca Dougoud, présidente ;
- Rémy Burri, directeur ;
- Cyril Bromberger, responsable finances et projets ;
- Sylvie Léger, responsable communication.

### Entreprises partenaires
Trois entreprises de transport sont partenaires de la communauté tarifaire depuis la fin des zones régionales au profit de Léman Pass :
- les Transports publics genevois (TPG) ;
- les Chemins de fer fédéraux suisses (CFF) ;
- la Société des Mouettes genevoises navigation (SMGN).

### Zone tarifaire
Unireso est constitué d'une unique zone, la zone 10 dite « Tout Genève », correspondant quasi-intégralement au canton de Genève. Le 15 décembre 2019, ses zones régionales ont été remplacées par les zones Léman Pass.

## Titres de transport

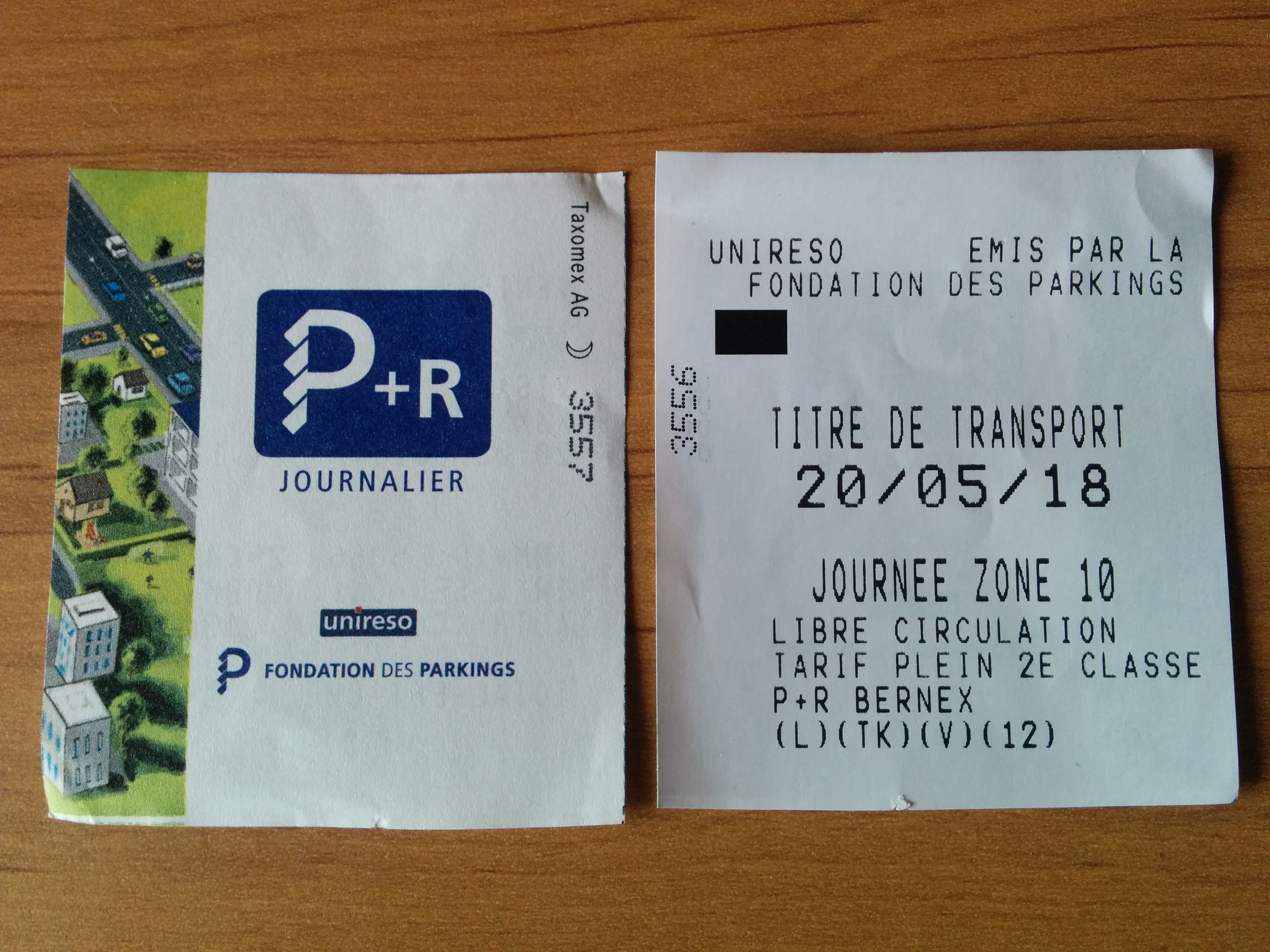
Un billet journalier zone 10 émis au P+R Bernex, au format ticket de parking.

Si les billets comme les abonnements peuvent être acquis auprès de tous les guichets des compagnies de transports circulant au sein de l'espace Unireso, les billets peuvent aussi être acquis auprès de distributeurs automatiques de titres de transports se trouvant dans les stations des différentes lignes ainsi que dans les véhicules pour les lignes ne disposant pas de distributeurs aux stations, typiquement les lignes régionales et suburbaines.
Certaines entreprises testent d'autres moyens d'acquisition pour les billets. C'est notamment le cas des TPG qui ont mis en place, le 1er février 2014, l'achat de billets « Tout Genève » par SMS pour les abonnés d'opérateurs téléphoniques suisses. À la suite de fraudes, consistant à la création de faux billets SMS indétectables sauf en le scannant, les TPG ont décidé en janvier 2017 d'effectuer systématiquement cette opération. Le billet SMS est étendu le 24 avril 2017 aux abonnés d'opérateurs français (sauf Free mobile) pour l'achat de billets régionaux combinant la zone 10 et une zone française (par exemple la zone 84, région de Saint-Julien-en-Genevois).
En 2018, les billets par SMS (aussi dénommés e-billets) représentent 30 % des ventes de billets occasionnels effectuées par les TPG.
Il est aussi possible d'acheter un titre de transport via une carte sans contact rechargeable, tpgPay (dont certaines sont créditées en euros pour les lignes transfrontalières).
Depuis le 11 décembre 2016 les abonnements sont désormais créés ou renouvelés sur la carte de transport nationale SwissPass, déployée sur le réseau CFF depuis 2015,.
En cas de pic de pollution, les titres sont vendus exclusivement au demi-tarif depuis un accord signé en 2015 entre Unireso et le canton de Genève qui en supporte le coût journalier, environ 33 000 CHF.

### Billets et cartes journalières
Les cartes journalières, vendues 10 CHF sont valables pour une personne en semaine mais pour deux personnes les week-ends. Avec le demi-tarif, cette carte est disponible au prix de 8 CHF mais seulement valable pour une personne. La carte journalière « dès 9h » est disponible au prix de 8 CHF au tarif entier, et seulement 5.60 CHF avec le demi-tarif.
Toutes les cartes journalières sont valables jusqu'au lendemain 5h par rapport au jour d'utilisation.
Pour un billet à l'unité vendu 3 CHF (2 CHF avec le demi-tarif), sa durée de validité est de 60 minutes.
Le billet « Saut de puce » vendu 2 CHF permet un déplacement de un à trois arrêts TPG au maximum ou une traversée avec les Mouettes genevoises.

### Abonnements
On distingue trois types d'abonnements : hebdomadaire, mensuel et annuel. Les abonnements sont chargés sur le SwissPass, nominatif et incessible.
Le prix d'un abonnement mensuel est de 70 CHF, 45 CHF pour les juniors (-26 ans). Pour la semaine, c'est un tarif unique de 23 CHF qui est proposé. Enfin, la plupart des communes du canton proposent chaque année des bons allant jusqu'à 150 CHF afin de réduire le prix de l'abonnement annuel et ainsi favoriser la mobilité douce genevoise.

### Trajets combinant Unireso et Léman Pass
Pour tout trajet combinant Unireso et Léman Pass, il est nécessaire d'avoir soit un billet ou abonnement Léman Pass, soit d'acheter un billet Léman Pass complémentaire qui permet de compléter un trajet en dehors de la zone couverte par le titre de transport habituel : par exemple, une personne possédant un abonnement Unireso qui souhaite se rendre exceptionnellement à Annemasse devra s'acquitter d'un tel titre, vendu CHF 1.90 / 1,60 € dans la zone 210.